# 冷戰諜魂
《冷戰諜魂》（英語：The Spy Who Came in from the Cold），或譯为《東山再起的間諜》，是一部1963年出版的諜報小說，由英國知名小說家約翰·勒卡雷寫作。此書公認為勒卡雷的小說代表作，也是小說史上最佳的諜報小說之一。
1965年，本小说翻拍成同名电影。2006年，《出版者周刊》的一篇報導指出《冷戰諜魂》為十五大諜報小說之首。

## 劇情
长期在西柏林经营间谍业务的的英國秘密情报局驻西柏林情报站站长阿列克·利馬斯（Alec Leamas）多年經營的間諜網遭到東德情报机构的头目穆恩特（Munndt）的彻底破坏，阿列克·利马斯手头上的最后一名潜伏在东德的间谍卡尔·李梅克（Karl Riemeck）在东西柏林邊界的檢查點试图逃到西柏林时遭到东德边防军射殺，这说明秘密情报局内出现了叛徒。
英國秘密情报局局长“老總”秘密召见了亞力克·利马斯，表示秘密情报局将会故意把它視為不可靠的人，并强令其退休让其过着過著潦倒的生活，以便让潜伏在英国的东德情报机构特工策反利马斯，然后让利马斯去东德去指正穆恩特实际上是一个效忠于英国政府的双面间谍，以便穆恩特能够讓东德政府怀疑甚至是处决。
为了使利马斯能够為东德史塔西潜伏在英国的间谍所招募，英国秘密情报局故意对他做出“迫害”学位，命令其黯然退休，使其过上了潦倒的生活，利马斯也配合着秘密情报局进行演戏，利马斯在这期间认识一个英国共产党党员利兹·古德并和她坠入爱河，东德情报机构潜伏在英国的特工果然上了钩并将利马斯带到了东德。
在东德，利马斯遇见了穆恩特的手下菲德勒（Fiedler），菲德勒平时不把他的上级穆恩特放在眼里并怀疑穆恩特是一个西方国家的间谍，利马斯和菲德勒有了共同的目标——搞垮穆恩特，这引起了穆恩特的不满，就在穆恩特决定逮捕利马斯和菲德勒时，东德统一社会党的高层对此进行了阻止，东德统一社会党的高层决定成立一个法庭让穆恩特和菲德勒辩论。
在法庭上，穆恩特和菲德勒均指责对方是西方国家的间谍，利马斯则站在菲德勒一边指责穆恩特是西方国家的间谍，但在这个时候利马斯的女友利兹·古德突然在法庭出现，原来穆恩特事先给英国共产党打过招呼，让他们派利兹·古德到东德来揭穿利马斯试图陷害自己的阴谋。利兹·古德告诉东德法庭英国秘密情报局的让利马斯演戏以便受到东德情报机构招募，并去东德陷害穆恩特的计划。这使得利马斯和菲德勒在法庭上辩论失败，菲德勒遭东德政府监禁。
令利马斯没想到的是，穆恩特安排阿力克·利马斯和利兹·古德从东柏林并从柏林墙逃到西柏林去，原来穆恩特才是西方国家的间谍，而菲德勒则是一名对东德忠心耿耿的共产主义者。英国秘密情报局派利马斯到东德去的目的是让东德政府加强对穆恩特信任，并让菲德勒成為东德政府怀疑對象，利马斯手上那些潜伏东德的间谍之所以暴露并遭東德处决不是因为秘密情报局内出了向东德泄密的叛徒，而是英国秘密情报局为了完成这个巨大的计划刻意去牺牲的。利马斯对英国秘密情报局的做法大为不满。
阿力克·利马斯爬上了柏林墙后，开始拉利兹·古德上来，此时东德边防军发现了利兹·古德并开枪将其射杀，此时英国情报人员站在西柏林一边对利马斯喊道快点跳下来，但是看到死去的拉利兹·古德，利马斯没有跳下，东德边防军发现他并將之射杀。

## 獎項
《冷戰諜魂》出版後廣受好評，先是在1963年當年獲得英國犯罪作家協會頒發的金匕首獎，兩年後美國版本則獲得愛倫·坡獎最佳推理小說。這也是歷史上首先獲得這兩個小說獎項的小說。而《冷戰諜魂》的電影改編版同樣也獲得了愛倫·坡獎最佳改編電影劇本。
2005年，金匕首獎的五十週年，英國犯罪作家協會頒發了獎中之獎－「匕首中的匕首」，從歷史上五十年的金匕首獎得主選出最棒的小說，最後由《冷戰諜魂》獲得獎項。同年，時代雜誌也將《冷戰諜魂》列為1923年以来百大英文小说之一。

## 相關
- 1965年電影《冷戰諜魂》
- 约翰·勒卡雷
- 《召唤死者》

## 註释
1. ↑  . 前15佳諜報小說. （原始内容存档于2008-02-28）.
2. ↑  葛洛斯曼. . 時代雜誌. 2005年  [2008年3月9日]. （原始内容存档于2008年3月7日）.